# レム・コールハース
レム・コールハース（Rem Koolhaas、1944年11月17日 - ）は、オランダのロッテルダム生まれの建築家、都市計画家。ジャーナリストおよび脚本家としての活動の後、ロンドンにある英国建築協会付属建築専門大学（通称AAスクール）で学び建築家となった。彼は自分の建築設計事務所OMA（Office for Metropolitan Architecture）とその研究機関であるAMOの所長である。またハーバード大学大学院デザイン学部における“建築実践と都市デザイン”の教授でもある。

## 人物

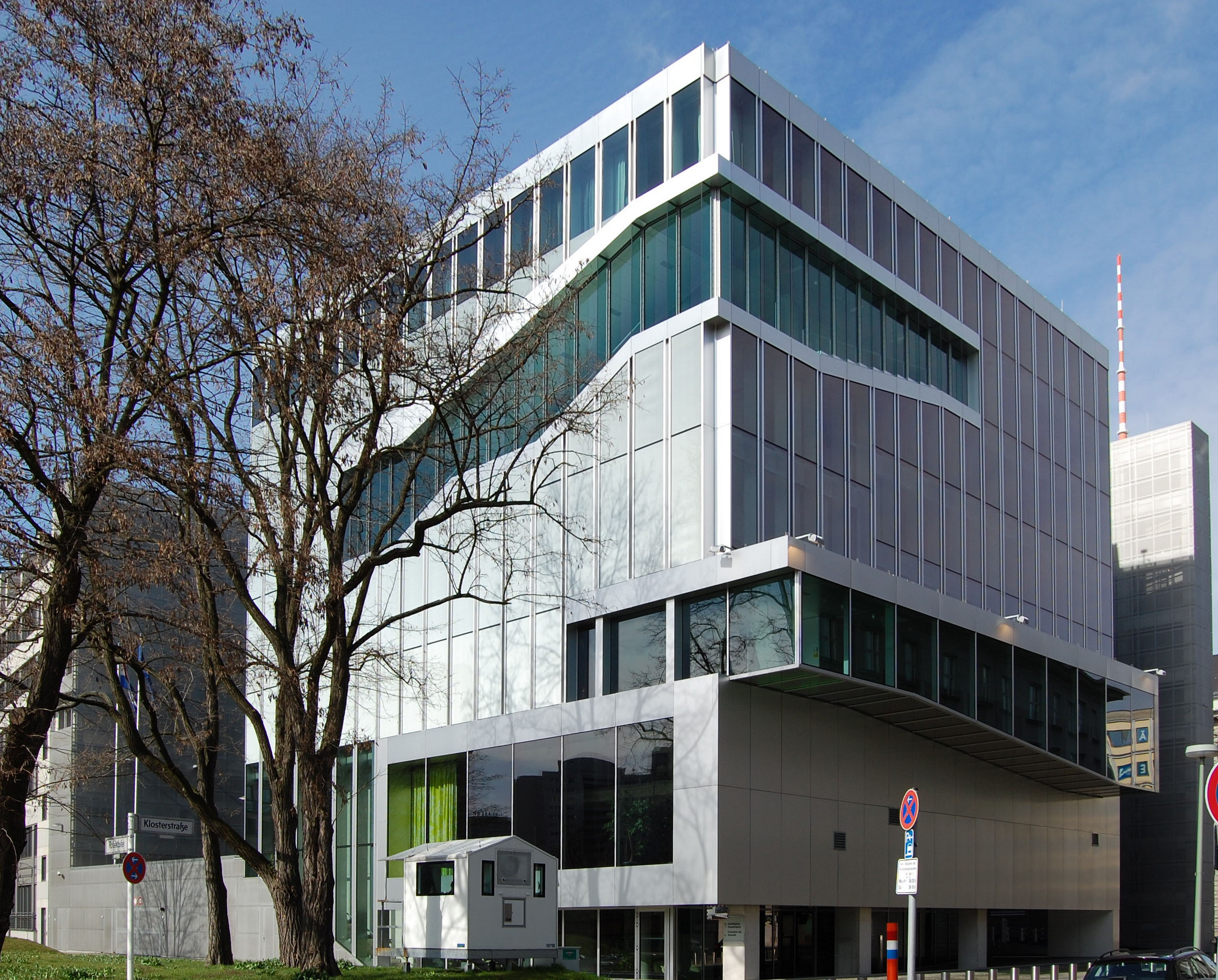
在ベルリン・オランダ大使館

彼は実際の建築物より著作物の方が知られている。代表作である『錯乱のニューヨーク』や、1995年にグラフィックデザイナーのブルース・マオと競作した『S,M,L,XL』など、建築理論に関する影響力の強い本は有名である。『錯乱』で「マンハッタニズム」という都市理論を提唱し、摩天楼が具体的な例として取り上げられた。彼は社会主義者であったが、資本主義による巨大建築を権力や宗教によるものではなく善悪の彼岸を超えたものとして評価する。建築作品や著作物において、一方では建築の素材を生かすこと・ヒューマンスケールの維持・注意深く練られた建築意図などヒューマニストとしての理想を守るために戦うという規範を守ろうとしているが、他方では、物質経済・人間のサイズをはるかに超えたスケールの建築・雑然とした設計意図の建物の乱立など、急速にグローバル化する資本主義社会の流れに興味をもち、この流れに身を任せようという規範ももっている。この正反対の規範が起こす矛盾を、断固許容しようという姿勢を彼は貫いている。2003年には『content』という安価な雑誌形式の本が出版され、過去十年間のOMAのプロジェクト、試み、動向、そして世界的な経済発展を振り返る内容となっている。

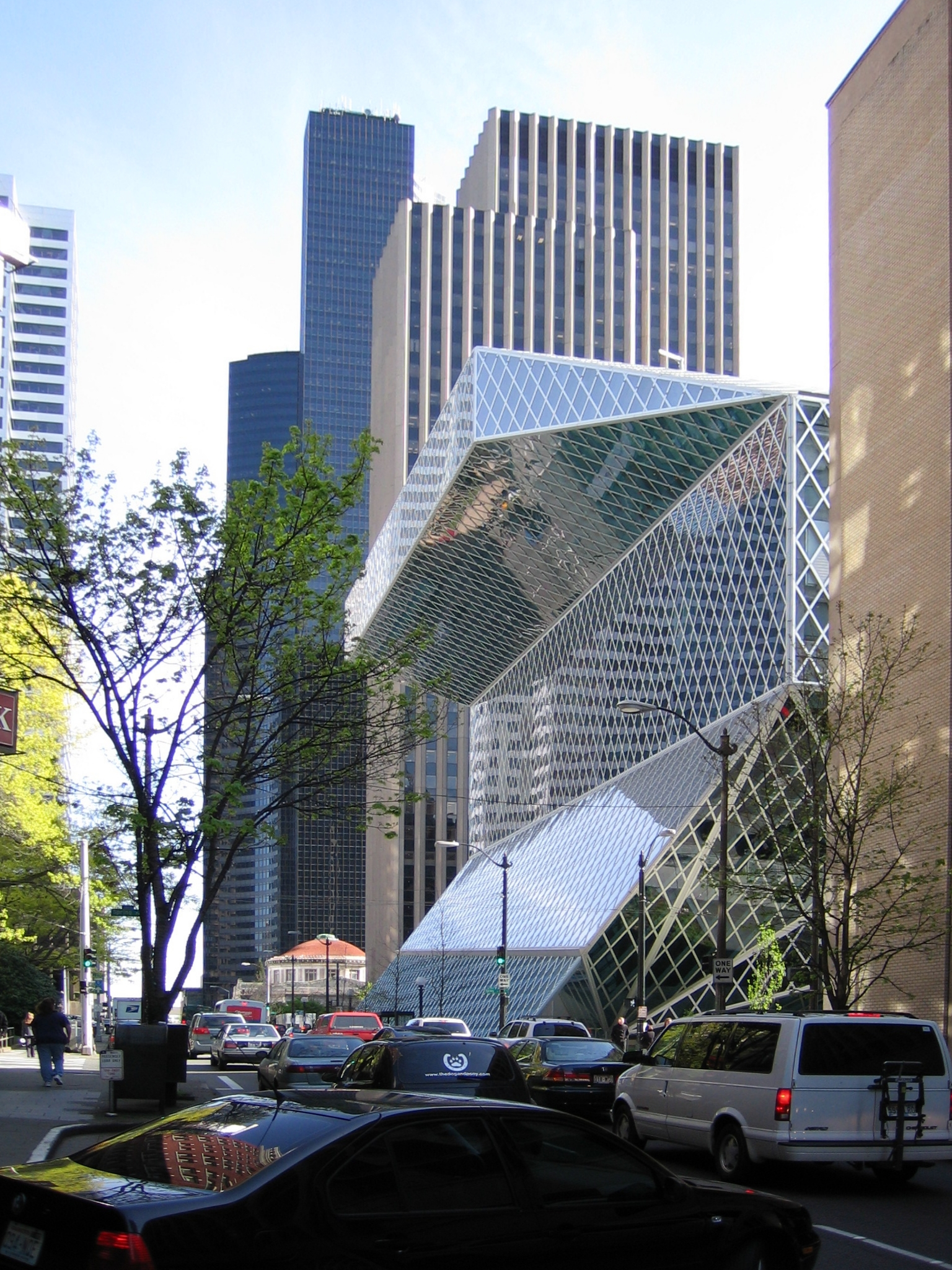
シアトル中央図書館

コールハースは調査と図表を賢明に用いることによって、前例の無い形状や関係へと突き進む都市の絶対的な力について、現代社会の文脈に沿ってまとめている。プラダのような大規模なブランドを例にして「ショッピング」を知的満足として考察する一方で、珠江デルタなど現代中国の諸都市の無秩序な状態や密集化は「パフォーマンス」、すなわち密度、新しさ、形、大きさ、金銭等の議論の余地ある確実性を伴った変数を含む基準によって分析される。容赦ない生（なま）の取り組みを通して、コールハースは建築家を死滅した職業という不安から引き抜き、一瞬でも現代の極致に復活させることを望んでいる。
また、1986年のモルガン・スタンレー銀行設計競技（敗退）以降、クンストハルや中国中央電視台本部ビル、サーペンタイン・ギャラリー・パビリオン2006など、セシル・バルモンドとの協働が続いている。

## 生い立ち
ジャーナリストの子としてロッテルダムで生まれ、インドネシア独立派の両親とともに幼年期をインドネシアで過ごしたのち、アムステルダムで育つ。リベラル週刊誌の記者を経て、1968年にロンドンのAAスクールに入学、その後米国コーネル大学などで建築を学んだ。

## 作品
| 名称                                                              | 年     | 所在地             | 国             | 状態     | 備考 |
| ----------------------------------------------------------------- | ------ | ------------------ | -------------- | -------- | ---- |
| チェックポイント・チャーリー                                      | 1980年 | ベルリン           | ドイツ         |          |      |
| ポリス・ステーション                                              | 1982年 | アルメラ           | オランダ       |          |      |
| リンタス・ダッチ本社                                              | 1984年 | アムステルダム     | オランダ       |          |      |
| ロッテルダムのバス・ターミナル                                    | 1985年 | ロッテルダム       | オランダ       | 現存せず |      |
| ネザーランド・ダンス・シアター                                    | 1987年 | ハーグ             | オランダ       | 現存せず |      |
| ユーラリール                                                      | 1988年 | リール             | フランス       |          |      |
| アイ・プレイン                                                    | 1988年 | アムステルダム     | オランダ       |          |      |
| パティオ・ヴィラ                                                  | 1988年 | ロッテルダム       | オランダ       |          |      |
| ネクサスワールド レム棟・コールハース棟                           | 1991年 | 福岡市東区         | 日本           |          |      |
| ヴィラ・ダラヴァ                                                  | 1991年 | パリ               | フランス       |          |      |
| フルカ・ブリック・ホテル改修                                      | 1991年 | フルカ峠           | スイス         |          |      |
| ビザンティウム                                                    | 1991年 | アムステルダム     | オランダ       |          |      |
| クンストハル                                                      | 1992年 | ロッテルダム       | オランダ       |          |      |
| ミュージアム・パーク                                              | 1994年 | ロッテルダム       | オランダ       |          |      |
| コングレクスポ（リール・グラン・パレ）                            | 1994年 | リール             | フランス       |          |      |
| オランダの家                                                      | 1995年 | ホルテン           | オランダ       |          |      |
| エデュカトリアム                                                  | 1997年 | ユトレヒト         | オランダ       |          |      |
| ボルドーの家                                                      | 1998年 | ボルドー           | フランス       |          |      |
| セカンド・ステージ・シアター                                      | 1999年 | ニューヨーク       | アメリカ合衆国 |          |      |
| 在ベルリン・オランダ大使館                                        | 2002年 | ベルリン           | ドイツ         |          |      |
| イリノイ工科大学マコーミック・トリビューン・キャンパ ス・センター | 2003年 | シカゴ             | アメリカ合衆国 |          |      |
| ソウル国立大学美術館                                              | 2003年 | ソウル             | 韓国           |          |      |
| プラダ・ニューヨーク・エピセンター                                | 2003年 | ニューヨーク       | アメリカ合衆国 |          |      |
| プラダ・ロサンゼルス・エピセンター                                | 2004年 | ロサンゼルス       | アメリカ合衆国 |          |      |
| シアトル中央図書館                                                | 2004年 | シアトル           | アメリカ合衆国 |          |      |
| カーサ・ダ・ムジカ                                                | 2004年 | ポルト             | ポルトガル     |          |      |
| イウム、サムスン美術館新館                                        | 2004年 | ソウル             | 韓国           |          |      |
| デン・ハーグの地下鉄駅＋駐車場                                    | 2004年 | ハーグ             | オランダ       |          |      |
| サーペンタイン・ギャラリー・パビリオン                            | 2006年 | ロンドン           | イギリス       |          |      |
| プラダ トランスフォーマー                                         | 2009年 | ソウル             | 韓国           | 現存せず |      |
| ディー・アンド・チャールズ・ワイリー・シアター                    | 2009年 | ダラス             | アメリカ合衆国 |          |      |
| コーネル大学 ミルスタインホール                                   | 2011年 | ニューヨーク       | アメリカ合衆国 |          |      |
| ロスチャイルド銀行                                                | 2011年 | ロンドン           | イギリス       |          |      |
| マギーズ・ガートナベル                                            | 2011年 | グラスゴー         | イギリス       |          |      |
| 中国中央電視台本部ビル                                            | 2012年 | 北京               | 中国           |          |      |
| ガレージ・ゴーリキー・パーク                                      | 2013年 | モスクワ           | ロシア         |          |      |
| 深圳証券取引所                                                    | 2013年 | 深圳               | 中国           |          |      |
| インターレース                                                    | 2013年 | シンガポール       | シンガポール   |          |      |
| デ・ロッテルダム                                                  | 2013年 | ロッテルダム       | オランダ       |          |      |
| G-Star RAW本社                                                    | 2014年 | アムステルダム     | オランダ       |          |      |
| プラダ財団                                                        | 2015年 | ミラノ             | イタリア       |          |      |
| ティマーハイス                                                    | 2015年 | ロッテルダム       | オランダ       |          |      |
| ケベック国立美術館ピエール・ラッソンド・パヴィリオン              | 2016年 | ケベック・シティー | カナダ         |          |      |
| カタール国立図書館                                                | 2017年 | ドーハ             | カタール       |          |      |

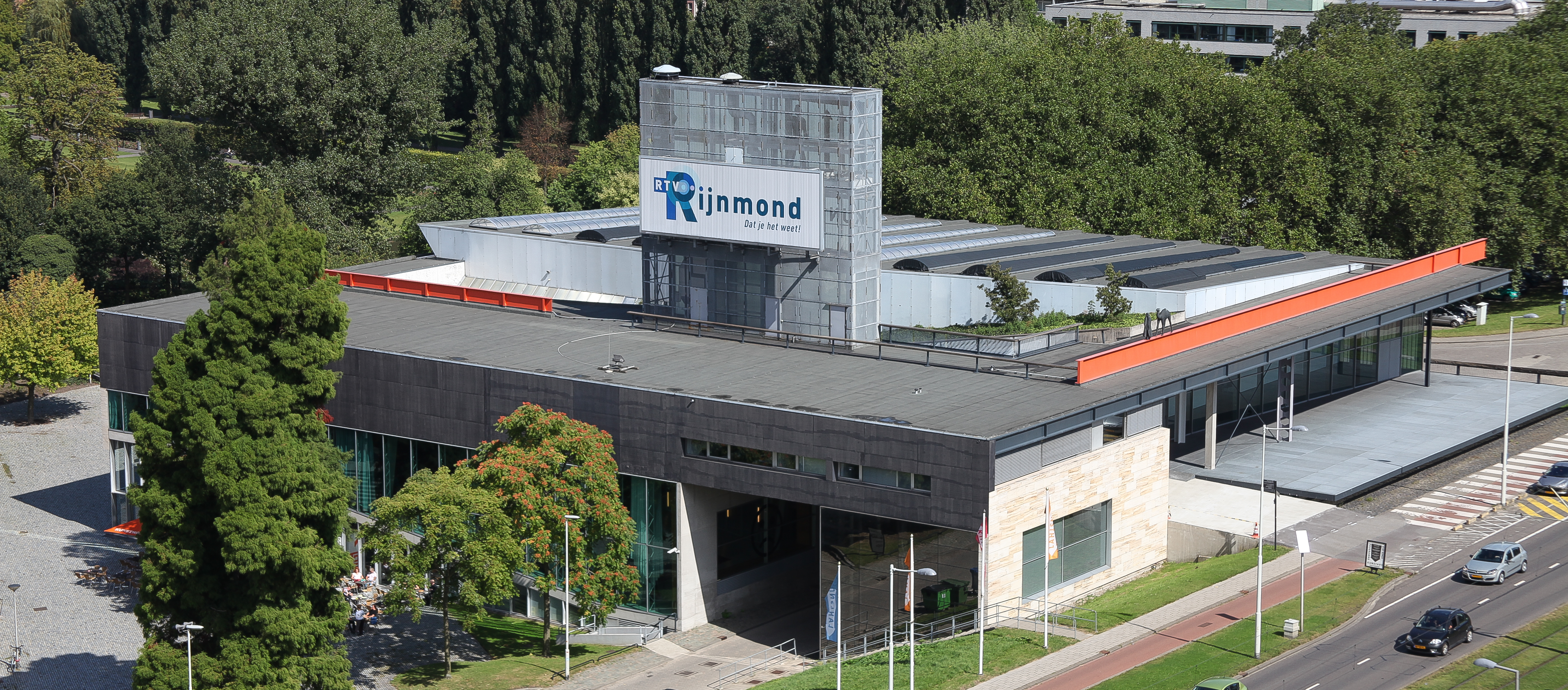
クンストハル
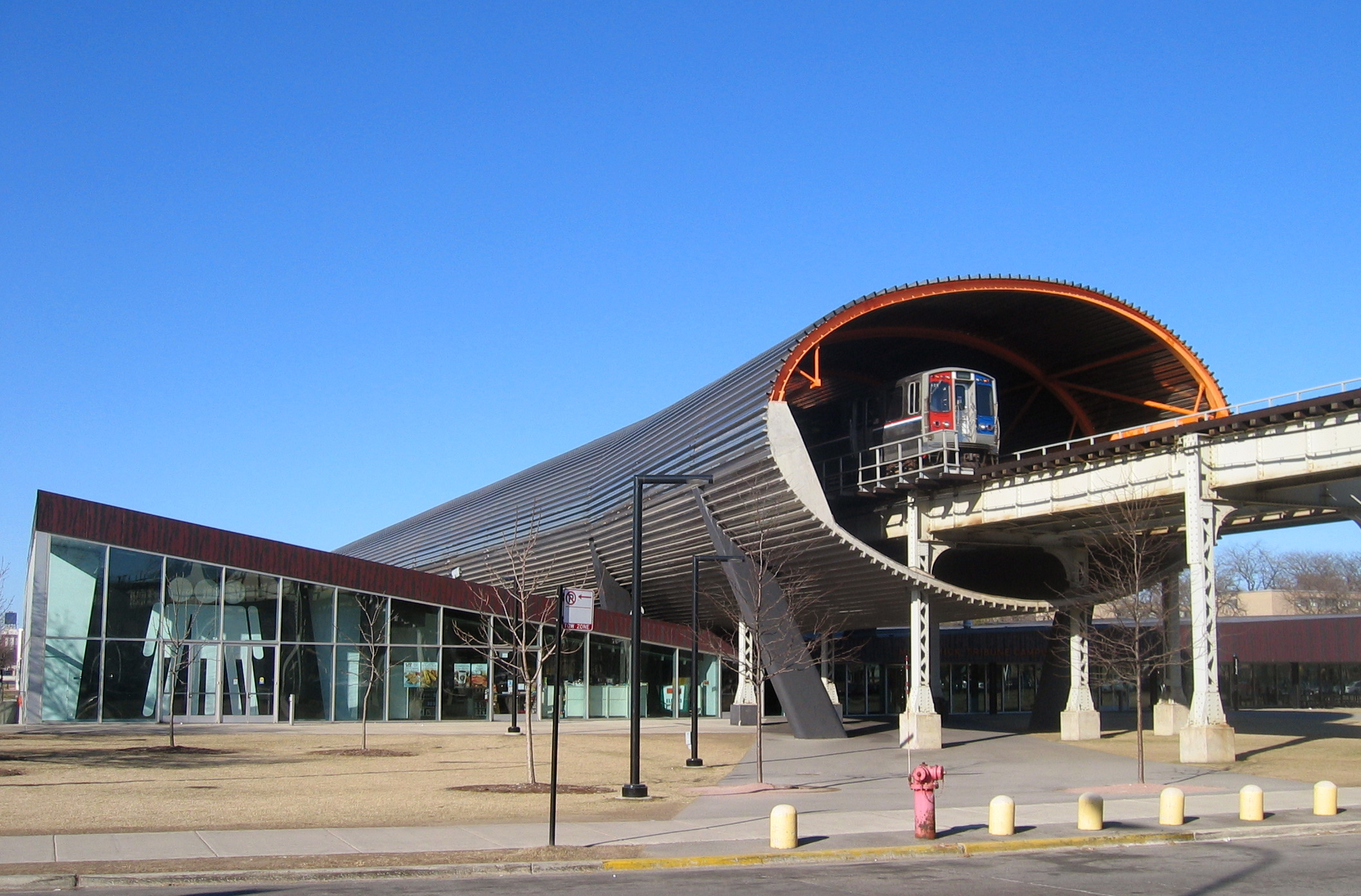
マコーミック・トリビューン・キャンパス・センター
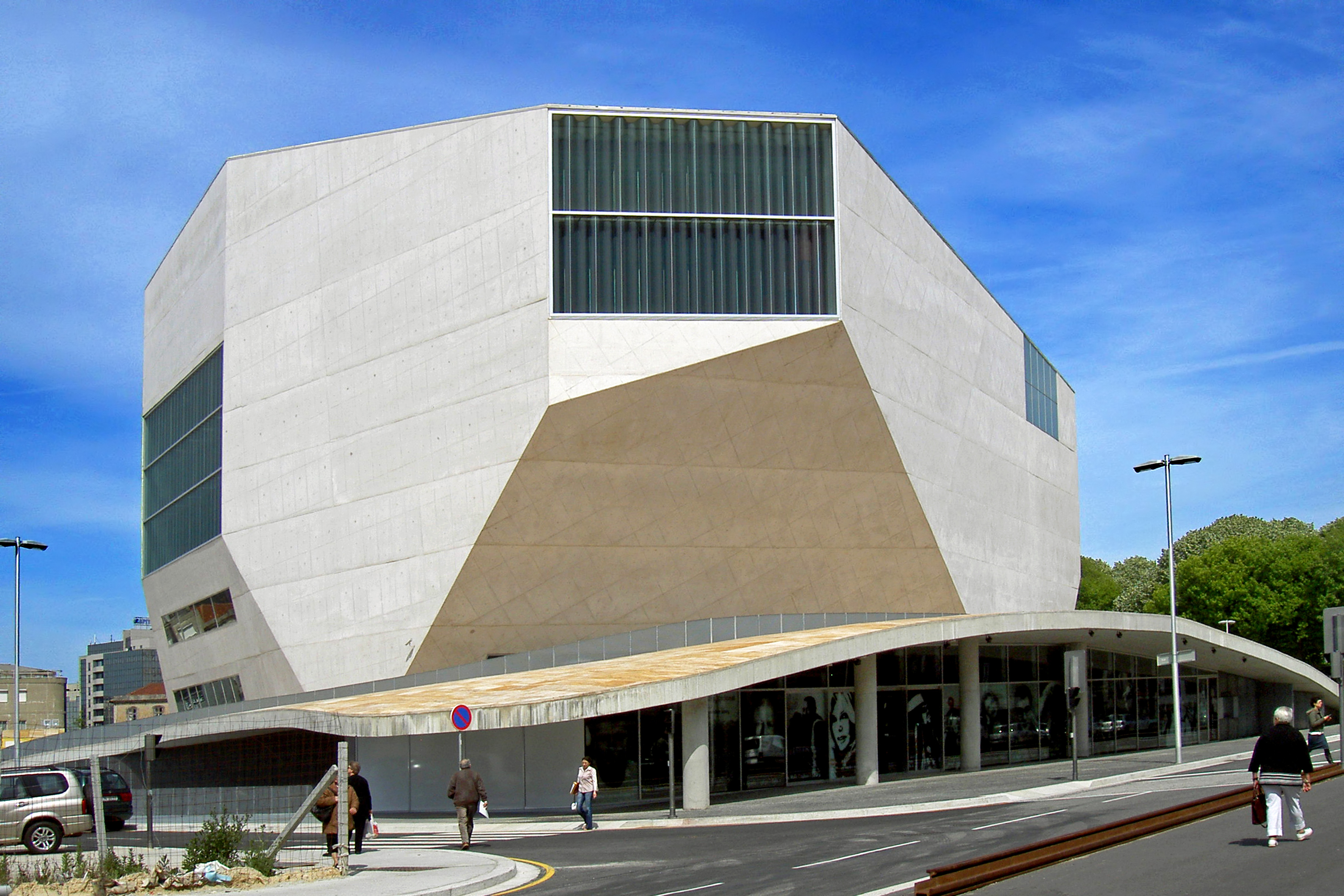
カーサ・ダ・ムジカ
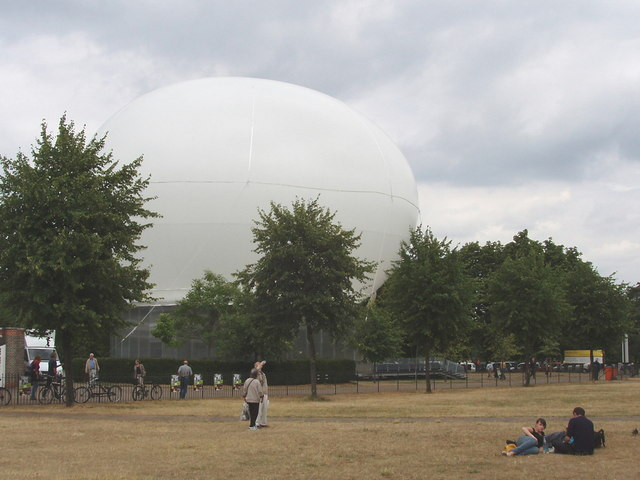
サーペンタイン・ギャラリー・パビリオン
ディー・アンド・チャールズ・ワイリー・シアター
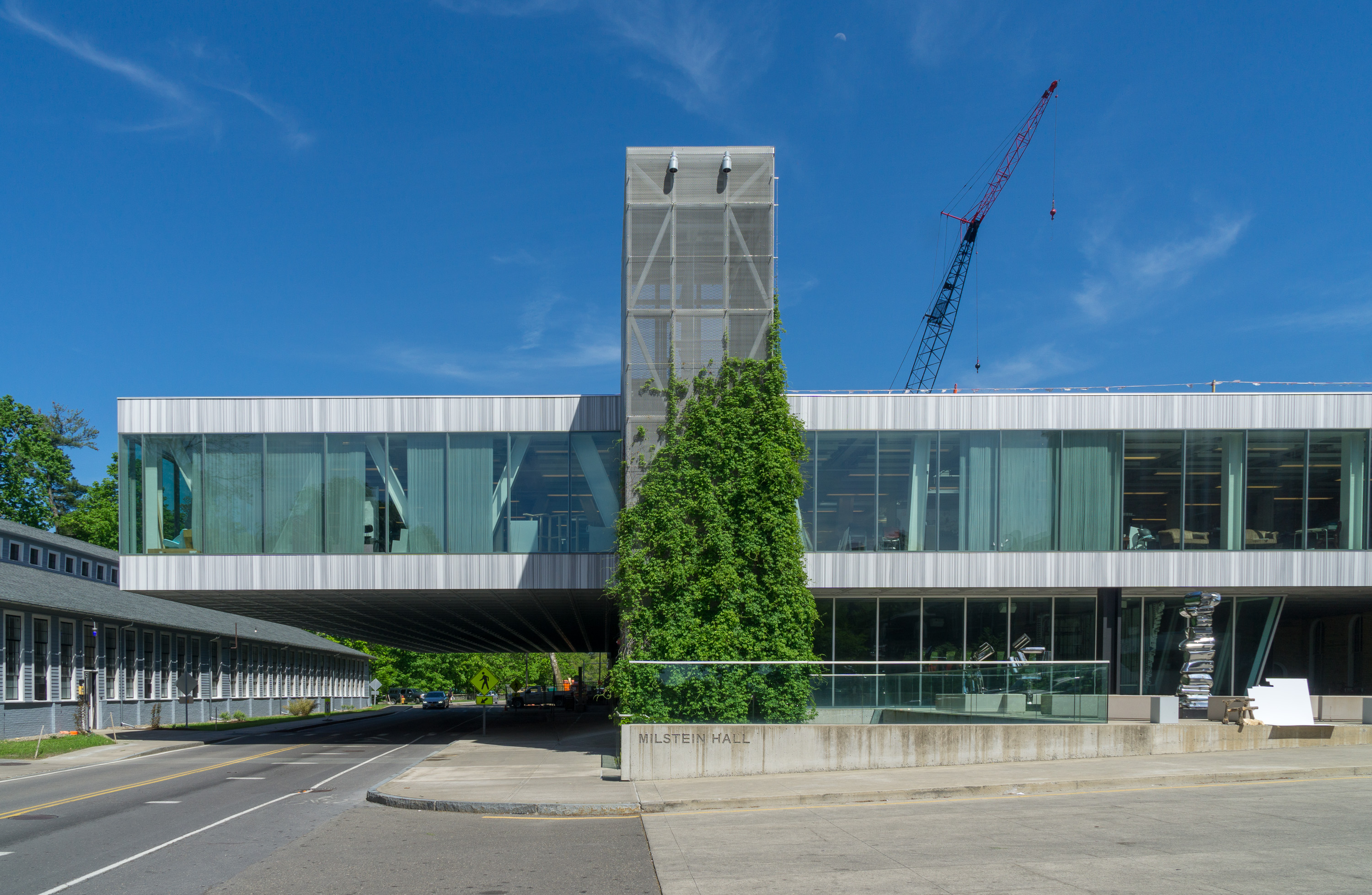
コーネル大学 ミルスタインホール
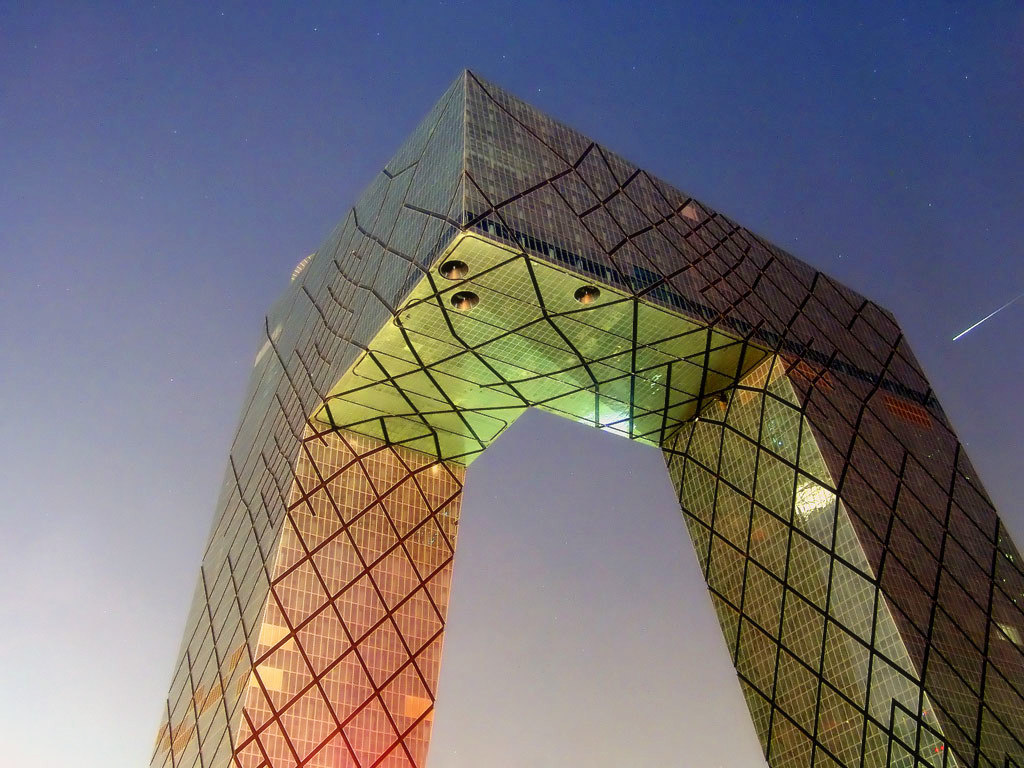
中国中央電視台本部ビル
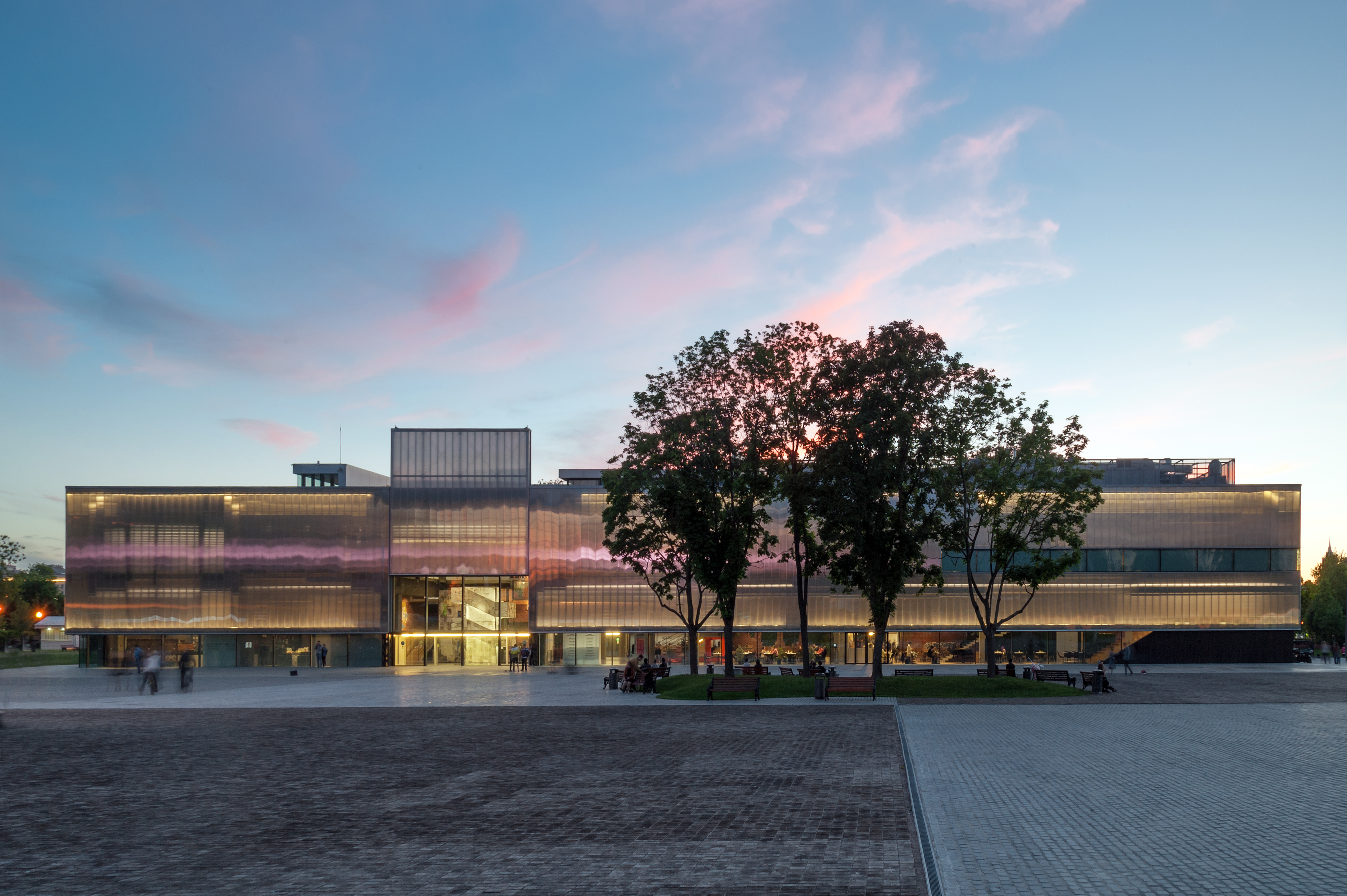
ガレージ・ゴーリキー・パーク
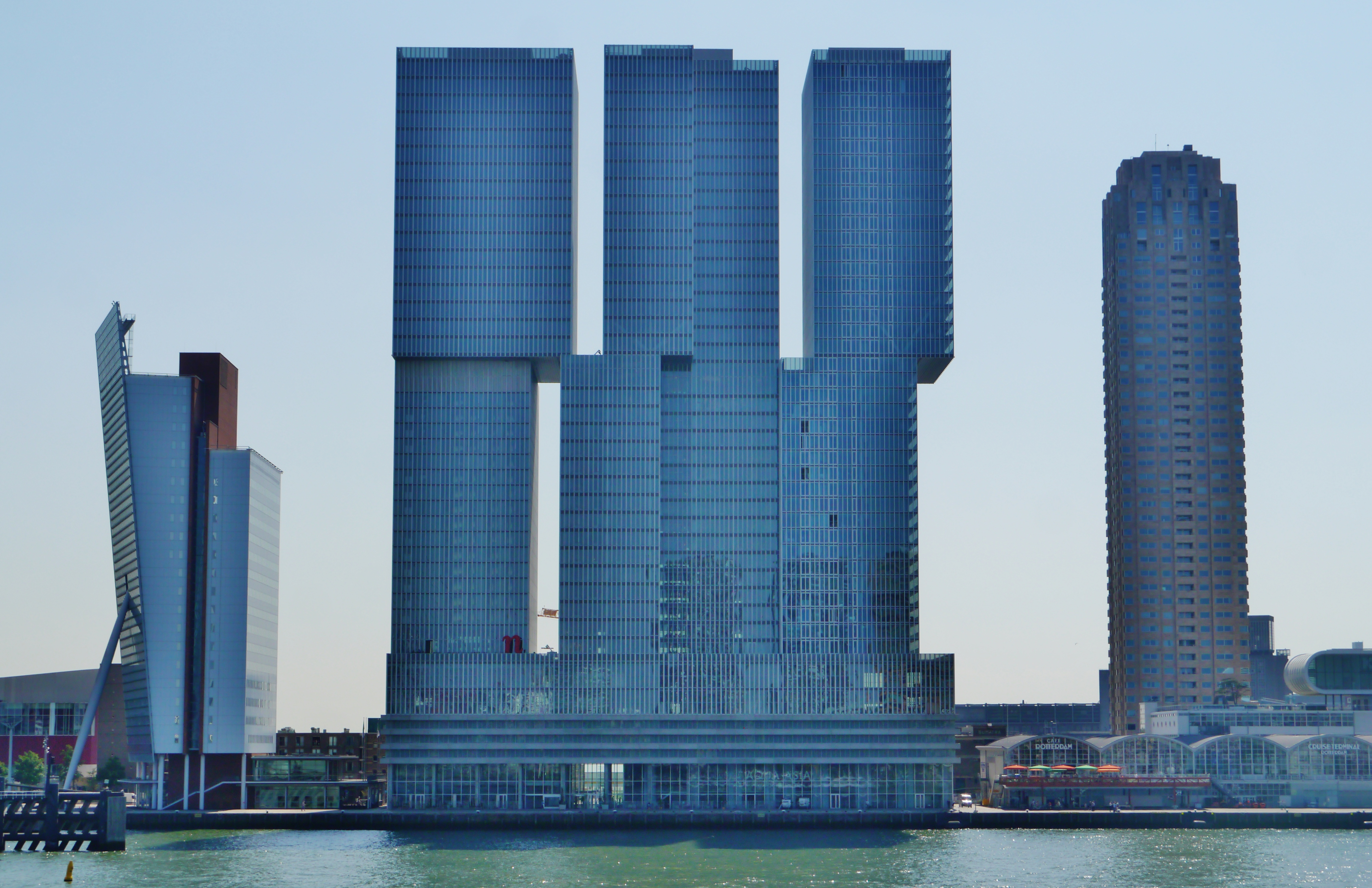
デ・ロッテルダム

## 主な日本語文献
- レム・コールハース　『錯乱のニューヨーク』　鈴木圭介訳　筑摩書房、1995年／ちくま学芸文庫、1999年
- レム・コールハース　『建築家の講義』 岸田省吾・秋吉正雄訳、丸善、2006年11月－小著
- 『コールハースは語る』　ハンス・ウルリッヒ・オブリスト共著
　滝口範子訳、筑摩書房、2008年10月
- 『ザハ・ハディッドは語る』　ハンス・ウルリッヒ・オブリスト共著
　滝口範子訳、筑摩書房、2010年9月－第5章にロング・インタビューを収む。
- 『行動主義レム・コールハース ドキュメント』
　滝口範子編、TOTO出版、2004年－本人を含め関係者12人の詳細なインタビュー。
- 『ユリイカ　詩と批評．特集レム・コールハース　行動のアーキテクト』　2009年6月号、青土社
- レム・コールハース『S,M,L,XL+: 現代都市をめぐるエッセイ』太田佳代子 渡辺佐智江訳  ちくま学芸文庫 2015年5月

## 受賞
- 1992年　日本建築学会賞（48歳）
- 2000年　プリツカー賞（56歳）
- 2003年　世界文化賞建築部門（59歳）
- 2004年　RIBAゴールドメダル（60歳）
- 2022年　ショック賞視覚藝術部門

## 出演
- YouTube　Bring Your Own Biennale:Rem Koolhaas@香港深圳城市\建築雙城雙年展2009年12月23日
- YouTube　Architecture Biennale - OMA Office for Metropolitan Architecture (NOW Interviews)2010年8月27日
- YouTube　Architecture Biennale 2010: Rem Koolhaas2010年8月30日

## その他
- 新建築住宅設計競技など審査員を歴任。

## OMA出身の建築家
- ザハ・ハディッド
- ヴィニー・マース（MVRDV）
- ヤコブ・ファン・ライス（MVRDV）
- マイク・ゴヤー（ギゴン&ゴヤー）
- イヴ・ブリュニエ
- ファシッド・ムサヴィ（エフ・オー・アーキテクツ）
- アレハンドロ・ザエラ・ポロ（エフ・オー・アーキテクツ）
- ビャルケ・インゲルス（BIG）
- ジュリアン・デ・スメド（JDS）